# Rakolja
Rakolja är en rakningsprodukt som syftar till att mjuka upp huden och skäggstråna inför våtrakningen. Oljan appliceras direkt på vått ansikte, och lämnas utan åtgärd ett par minuter. Därefter stryks raklödder eller rakgel ut över den tilltänkta rakytan. För att få en extra bra rakupplevelse kan man duscha med rakoljan innan man applicerar raklödder, rakkräm eller rakgel. Rakoljan kan även användas ensam om man vill kunna se var man rakar, exempelvis vid detaljerade mönster.
Rakoljor finns i olika varianter, där framför allt tjockleken varierar. En lite mer trögflytande och tjock olja är att föredra om man rakar sig med kniv. En sådan olja passar dock inte särskilt bra om man rakar sig med ett flerbladssystem, då den lätt fastnar mellan rakbladen. Då kan man istället använda en lite tunnare rakolja.